# 经济走廊
经济走廊（英語：economic corridors）是一个地理区域内旨在刺激經濟發展的基础设施综合网络。其将特定地理区域内的不同经济主体连接起来。经济走廊可以在一个国家内开发，也可以在国家之间开发。亚洲、非洲和其他地区均有经济走廊。
经济走廊通常有综合基础设施，如高速公路、鐵路和港口，可以连接各城市或各国。建立经济走廊可以连接制造业中心、供需两旺地区和高附加值产品制造商。在实施过程中，经济走廊通常是包括基础设施发展、签证和运输协议以及标准化在内的一系列措施中的一项。此外，一些社会需求也会考虑在内，譬如住房。
亞洲開發銀行于1998年创造了这一术语。

## 示例
- 印度-中东-欧洲经济走廊[5]
- 中巴經濟走廊
- 中亚区域经济合作（英语：Central Asia Regional Economic Cooperation Program）
- 中國-中亞-西亞經濟走廊
- 开伯尔山口经济走廊（英语：Khyber Pass Economic Corridor）
- 喜馬拉雅多維連通網絡
- 砂拉越再生能源走廊（英语：Sarawak Corridor of Renewable Energy）
- 中國-中南半島經濟走廊
- 东西经济走廊（英语：East–West Economic Corridor）
- 孟买-班加罗尔经济走廊（英语：Mumbai-Bangalore economic corridor）
- 东部经济走廊 (泰国)（英语：Eastern Economic Corridor）
- 东部经济走廊 (印度)（英语：Eastern Economic Corridor (India)）
- 孟中印缅区域合作论坛
  - 阿鲁纳恰尔邦东西工业走廊高速公路（英语：East-West Industrial Corridor Highway, Arunachal Pradesh）